# Membres de l'Ordre du Canada, par ordre alphabétique J
| Nom                          | Ville               | Province                | Grade     | Année | Occupation |
| Wilbur Roy Jackett           | Ottawa              | Ontario                 | Officier  | 1981  |            |
| Henry Newton Rowell Jackman  | Toronto             | Ontario                 | Officier  | 1991  |            |
| Henry R. Jackman             | Toronto             | Ontario                 | Officier  | 1973  |            |
| Agnes Jacks                  | North Bay           | Ontario                 | Membre    | 2001  |            |
| A. Y. Jackson                | Ottawa              | Ontario                 | Compagnon | 1967  |            |
| Donald George Jackson        | Ottawa              | Ontario                 | Membre    | 1997  |            |
| Mary Percy Jackson           | Keg River           | Alberta                 | Officier  | 1989  |            |
| Roger C. Jackson             | Calgary             | Alberta                 | Officier  | 1984  |            |
| Russell S. Jackson           | Burlington          | Ontario                 | Officier  | 1969  |            |
| Tom Jackson                  | Calgary             | Alberta                 | Officier  | 1999  |            |
| Jane Jacobs                  | Toronto             | Ontario                 | Officier  | 1996  |            |
| Joseph R. Jacobs             | Curve Lake          | Ontario                 | Membre    | 1989  |            |
| George C. Jacobsen           | Montréal            | Québec                  | Officier  | 1971  |            |
| Leslie G. Jaeger             | Halifax             | Nouvelle-Écosse         | Membre    | 2002  |            |
| Charles Joseph Jago          | Prince George       | Colombie-Britannique    | Membre    | 2005  |            |
| Harish Chand Jain            | Hamilton            | Ontario                 | Membre    | 2005  |            |
| Donald Wesley James          | Powell River        | Colombie-Britannique    | Membre    | 1990  |            |
| Lois James                   | Scarborough         | Ontario                 | Membre    | 2003  |            |
| William James                | Toronto             | Ontario                 | Membre    | 2004  |            |
| D. Park Jamieson             | Sarnia              | Ontario                 | Membre    | 1974  |            |
| Jacki Ralph Jamieson         | West Vancouver      | Colombie-Britannique    | Membre    | 1997  |            |
| Roberta L. Jamieson          | Ohsweken            | Ontario                 | Membre    | 1994  |            |
| Niels W. Jannasch            | Tantallon           | Nouvelle-Écosse         | Membre    | 1990  |            |
| Stephen A. Jarislowsky       | Montréal            | Québec                  | Officier  | 1989  |            |
| Edwin Roper Jarmain          | London              | Ontario                 | Membre    | 1980  |            |
| Fred Jarrett                 | Toronto             | Ontario                 | Membre    | 1973  |            |
| Yves Jasmin                  | Sainte-Adèle        | Québec                  | Officier  | 1967  |            |
| Herbert H. Jasper            | Westmount           | Québec                  | Officier  | 1972  |            |
| Tamara Jaworska              | Willowdale          | Ontario                 | Membre    | 1994  |            |
| C. Douglas Jay               | Mississauga         | Ontario                 | Membre    | 1988  |            |
| Claude St Jean               | Montréal            | Québec                  | Membre    | 1977  |            |
| Michaëlle Jean               | Ottawa              | Ontario                 | Compagnon | 2005  |            |
| Marsh Jeanneret              | King City           | Ontario                 | Officier  | 1978  |            |
| Pierre J. Jeanniot           | Montréal            | Québec                  | Officier  | 1988  |            |
| Jean-Paul Jeannotte          | Montréal            | Québec                  | Officier  | 1987  |            |
| Arthur William Jefferies     | Oakville            | Ontario                 | Membre    | 1990  |            |
| Joseph Jeffery               | London              | Ontario                 | Membre    | 1998  |            |
| Gloria Jeliu                 | Montréal            | Québec                  | Membre    | 2001  |            |
| David W. Jenkins             | Delta               | Colombie-Britannique    | Membre    | 1984  |            |
| Ferguson Jenkins             | Chatham             | Ontario                 | Membre    | 1979  |            |
| Kenneth J.W. Jenkins         | Nepean              | Ontario                 | Membre    | 1988  |            |
| Arthur T. Jenkyns            | Calgary             | Alberta                 | Membre    | 1978  |            |
| Jon H. Jennekens             | Gloucester          | Ontario                 | Officier  | 1987  |            |
| Diamond Jenness              | Wakefield           | Québec                  | Compagnon | 1968  |            |
| Mary Adelaide Jennings       | Toronto             | Ontario                 | Membre    | 1972  |            |
| Peter Jennings               | Ottawa              | Ontario                 | Membre    | 2005  |            |
| Latham B. Jenson             | Hubbards            | Nouvelle-Écosse         | Membre    | 2003  |            |
| Harry Jerome                 | Vancouver           | Colombie-Britannique    | Officier  | 1970  |            |
| Eric Kenneth Jerrett         | Bay Roberts         | Terre-Neuve-et-Labrador | Membre    | 1997  |            |
| Sultan Jessa                 | Cornwall            | Ontario                 | Membre    | 2003  |            |
| Pauline Jewett               | Ottawa              | Ontario                 | Officier  | 1991  |            |
| Norman Jewison               | Caledon East        | Ontario                 | Compagnon | 1981  |            |
| Walter Joachim               | Montréal            | Québec                  | Membre    | 1992  |            |
| Marcel Jobin                 | Québec              | Québec                  | Membre    | 1992  |            |
| Paul-Eugène Jobin            | Québec              | Québec                  | Membre    | 1985  |            |
| Pierre Jobin                 | Québec              | Québec                  | Membre    | 1986  |            |
| Raoul Jobin                  | Québec              | Québec                  | Compagnon | 1967  |            |
| Claude Jodoin                | Manotick            | Ontario                 | Officier  | 1967  |            |
| John Joseph Jodrey           | Hantsport           | Nouvelle-Écosse         | Membre    | 1999  |            |
| Rita Joe                     | Cape Breton         | Nouvelle-Écosse         | Membre    | 1989  |            |
| Asa Johal                    | Vancouver           | Colombie-Britannique    | Membre    | 1991  |            |
| Sue Johanson                 | Toronto             | Ontario                 | Membre    | 2000  |            |
| Sven Borge Johansson         | Victoria            | Colombie-Britannique    | Membre    | 1993  |            |
| Mary John                    | Vanderhoof          | Colombie-Britannique    | Membre    | 1996  |            |
| Emmett Johns                 | Montréal            | Québec                  | Membre    | 1999  |            |
| Harold Elford Johns          | Amherstview         | Ontario                 | Officier  | 1977  |            |
| Walter H. Johns              | Edmonton            | Alberta                 | Officier  | 1978  |            |
| Albert Wesley Johnson        | Ottawa              | Ontario                 | Compagnon | 1980  |            |
| Ben Johnson                  | Scarborough         | Ontario                 | Membre    | 1986  |            |
| Chester A. Johnson           | Garibaldi Highlands | Colombie-Britannique    | Membre    | 1992  |            |
| Donald K. Johnson            | Toronto             | Ontario                 | Membre    | 2004  |            |
| Ernest Anderson Johnson      | Calgary             | Alberta                 | Membre    | 1991  |            |
| Frederick William Johnson    | Regina              | Saskatchewan            | Officier  | 1990  |            |
| George Johnson               | Winnipeg            | Manitoba                | Officier  | 1994  |            |
| Jean Johnson                 | Toronto             | Ontario                 | Membre    | 1992  |            |
| Katie Johnson                | Whitehorse          | Yukon                   | Membre    | 1993  |            |
| Paul Jolliffe Johnson        | Saint-Jean          | Terre-Neuve-et-Labrador | Membre    | 1993  |            |
| Percival Johnson             | Winnipeg            | Manitoba                | Membre    | 1975  |            |
| Thorvadur Johnson            | Winnipeg            | Manitoba                | Officier  | 1971  |            |
| William Johnson              | Gatineau            | Québec                  | Membre    | 1982  |            |
| Carol J. Johnston            | London              | Ontario                 | Membre    | 1985  |            |
| David Lloyd Johnston         | Waterloo            | Ontario                 | Compagnon | 1988  |            |
| Edith M. Johnston            | London              | Ontario                 | Membre    | 1999  |            |
| James A. Johnston            | Victoria            | Colombie-Britannique    | Officier  | 1971  |            |
| Jerry Johnston               | Kimberley           | Colombie-Britannique    | Membre    | 2000  |            |
| Lynn B. Johnston             | Corbeil             | Ontario                 | Membre    | 1991  |            |
| Marjorie A. Johnston         | Winnipeg            | Manitoba                | Membre    | 1979  |            |
| Norman S. Johnston           | Westport            | Ontario                 | Membre    | 1981  |            |
| Richard Johnston             | Calgary             | Alberta                 | Membre    |       |            |
| Wilfred J. Johnston          | Martintown          | Ontario                 | Membre    | 1975  |            |
| John J.T. Johnstone          | Winnipeg            | Manitoba                | Membre    | 1978  |            |
| Lucille Johnstone            | Langley             | Colombie-Britannique    | Membre    | 2002  |            |
| Mary Irene Patricia Jolliffe | Toronto             | Ontario                 | Membre    | 1985  |            |
| Elaine Elizabeth Jolly       | Ottawa              | Ontario                 | Officier  | 1998  |            |
| Roland Jomphe                | Havre-Saint-Pierre  | Québec                  | Membre    | 1981  |            |
| John J. Jonas                | Montréal            | Québec                  | Officier  | 1993  |            |
| David R. Jones               | Vancouver           | Colombie-Britannique    | Membre    | 2003  |            |
| Edgar Thompson Jones         | Edmonton            | Alberta                 | Membre    | 2001  |            |
| Jean McEachran Jones         | Dundas              | Ontario                 | Membre    | 1996  |            |
| Oliver T. Jones              | Montréal            | Québec                  | Officier  | 1993  |            |
| R. Norman Jones              | Edmonton            | Alberta                 | Officier  | 1998  |            |
| Richard D. Jones             | Mississauga         | Ontario                 | Officier  | 1972  |            |
| Robert Orville Jones         | Halifax             | Nouvelle-Écosse         | Officier  | 1981  |            |
| Andrea Hansen Jorgensen      | Toronto             | Ontario                 | Membre    | 1999  |            |
| James Urban Joseph           | Toronto             | Ontario                 | Officier  | 2001  |            |
| Krishan C. Joshee            | Edmonton            | Alberta                 | Membre    | 1987  |            |
| Edith Josie                  | Old Crow            | Yukon                   | Membre    | 1995  |            |
| Madeleine Joubert            | Outremont           | Québec                  | Officier  | 1984  |            |
| Franc R. Joubin              | Toronto             | Ontario                 | Membre    | 1983  |            |
| Claude Jourdain              | Sillery             | Québec                  | Membre    | 1973  |            |
| Albin T. Jousse              | Toronto             | Ontario                 | Officier  | 1969  |            |
| Serge Joyal                  | Montréal            | Québec                  | Officier  | 1996  |            |
| Ronald V. Joyce              | Oakville            | Ontario                 | Membre    | 1992  |            |
| Stephen Juba                 | Petersfield         | Manitoba                | Officier  | 1970  |            |
| Gordon Wainwright Juckes     | Zurich              | Ontario                 | Membre    | 1980  |            |
| Wilfred Judson               | Ottawa              | Ontario                 | Compagnon | 1978  |            |
| Chantal Juillet              | Pointe-Claire       | Québec                  | Officier  |       |            |
| Pierre Juneau                | Outremont           | Québec                  | Officier  | 1975  |            |
| Douglas Jung                 | Vancouver           | Colombie-Britannique    | Membre    | 1990  |            |
| Marcel Junius                | Québec              | Québec                  | Officier  | 2005  |            |
| Albert Jutras                | Amos                | Québec                  | Membre    | 1976  |            |